# Sabyasachi Chakraborty
Sabyasachi Chakraborty (ur. 8 września 1956 w Kalkucie), indyjski aktor grający w filmach w języku hindi.
Jego rodzice, Jagadish Chandra Chakrabarty i Monica Chakrabarty, nazywali go „Benu”.
W 1975 roku zdał egzamin na poziomie szkoły średniej w Andrew's High School w kalkucie i uzyskał tytuł licencjata. ukończył Hansraj College na Uniwersytecie w Delhi. Zdał egzamin AMI w Delhi w 1978 roku. Oprócz aktorstwa jest dobrze znany ze swojej miłości do przyrody i lasów, a także żywo interesuje się fotografią dzikiej przyrody. 
W 1986 roku Sabyasachi poślubiła Mithu Chakraborty, który jest również popularną postacią w bengalskim przemyśle rozrywkowym. Mają dwóch synów, Gaurava i Arjuna, obaj są utalentowanymi aktorami pracującymi zarówno w filmie, jak i telewizji.

## Filmografia
1. Lahore (2008) .... Sikandar Hyaat Khan
2. Imiennik (The Namesake, 2006) .... ojciec Ashimy[2]
3. Herbert (2006) .... policjant
4. Poślubiona (2005) .... Navinchandra Roy
5. Nishijapon (2005) .... Nirmal
6. Bow Barracks Forever (2004) .... Tom
7. Mundur (2004) .... Minister Deodhar
8. Bombaiyer Bombete (2003) .... Prodosh Mitra (Feluda)
9. Antarghaat (2002)
10. Desh (2002) .... dziennikarz
11. Ek Je Aachhe Kanya (2000) .... Anjan
12. Shesh Thikana (2000) .... Dr. Devdutta
13. Dil Se – Z całego serca.. (1998)
14. Baksha Rahasya (1996) .... Feluda